# MÁV 303 sorozat
A MÁV 303-as egy 2'C 2' tengelyelrendezésű gyorsvonati gőzmozdony.

## Története
A MÁV eredetileg 1940-ben rendelte a Magyar Királyi Állami Vas-, Acél- és Gépgyáraktól, de a második világégés miatt csak 1951-ben készültek el. Bár eredetileg háromhengeres gépezettel és áramvonalas burkolattal tervezték a nagyobb sebesség elérése érdekében, végül két hengerrel, és a 424-eseken alkalmazott Wagner-féle füstterelő lemezekkel épültek a karbantartás egyszerűsítése, és a súlymegtakarítás miatt. A gőzöst a fűtő munkájának megkönnyítése miatt Stokerral (gépi tüzelőberendezéssel) szerelték fel. A dízelesítés és villamosítás miatt csak két gép épült a sorozatból, a gyártáskapacitást inkább újabb 424-esek gyártására fordították. Az egyetlen megmaradt 303-ason, a 002-esen jól megfigyelhető a kilyukasztott főkeret, ami a 001-es balesetét okozta. A főkeretet később átalakították.

## Problémák
A két mozdony nem váltotta be a hozzájuk fűzött reményeket, a pályaállapotok miatt nem lehetett kihasználni a mozdony sebességét. A gépet a háború előtt tervezték, az akkori legmodernebb elvek szerint, ezek közé tartozott a gőz nagy mértékű túlhevítése. Akkoriban nem volt olyan kenőolaj, ami ilyen magas hőmérsékletet kibírt volna, ezért a mozdonyvezetőknek csak kis mértékben volt szabad túlhevíteni a gőzt, így azonban a mozdony rossz hatásfokkal üzemelt, túl sok szenet fogyasztott.

## A sorozat selejtezése
A két 303-as tíz évig vontatott nehéz gyorsvonatokat, ezután selejtezték őket. A 303 002-es szerkocsija selejtezése után vízellenállásként működött, majd elbontották.

## A 303 002
A megmaradt mozdonyt, a 303 002-est a 001-es szerkocsijával 2002-ben állították helyre. A mozdony a Nagykanizsai Gépészeti Főnökségen, míg a szerkocsi a Zalaegerszegi Vontatási Főnökségen készült el.
A mozdony öttengelyes szerkocsijában 13 t szén és 25 m³ víz fér el. A 303 002-es a Magyar Vasúttörténeti Park szoborparkjában tekinthető meg.
2022 májusában a Vasúttörténeti Park munkatársainak restaurácios munkája eredményeképpen a mozdony kiállta a nyomáspróbát és egy vagy két éven belül újra pályára "léphet". Ez hatalmas eredmény egy szobormozdony feltámadása terén.